# El estudiante de Salamanca
El estudiante de Salamanca és un poema narratiu de José de Espronceda.

## Argument
El poema s'inicia amb don Félix corrent de nit amb una espasa pels carrers de Salamanca amb aires de venjança. Posteriorment apareix Elvira, que mor de malenconia per culpa de Félix, que l'ha seduït i abandonat. El germà repta l'amant en duel i moren tots dos, en una tragèdia que inclou l'anada del pecador als inferns.

## Anàlisi
El poema és un dels màxims exponents del romanticisme. En primer lloc, la temàtica amorosa, d'un amor desgraciat, és pròpia de l'època. Aquest tema es barreja amb la mort i l'ambientació gòtica, així com amb imatges dels suburbis, que demostren el gust pels personatges marginals dels autors romàntics. En segon lloc, la llibertat compositiva d'Espronceda correspon als ideals romàntics: es trenquen les regles clàssiques de les unitats, es desordena l'acció i els versos mostren polimetria amb variació d'estrofes i tons. Per acabar, els fet de fer un protagonista un personatge dolent i rebel és també característic del XIX, encara que al final la seva mort fa justícia.
Es recrea l'arquetip de Don Joan, però sense el penediment final que acompanyava el personatge, que tenyeix Félix de connotacions demoníaques. El tractament de l'honor femení recorda el teatre barroc, mentre que les imatges oníriques que acompanyen la nit de Salamanca són un precedent de les avantguardes, especialment del futurisme i el surrealisme.